# Bird Island (Georgia Południowa i Sandwich Południowy)
Bird Island – wyspa na brytyjskim terytorium Georgii Południowej i Sandwichu Południowego, położona u północno-zachodniego wybrzeża Georgii Południowej. 
Wyspa liczy 4,8 km długości. Najwyższym szczytem wyspy jest Roché (54°00′S 38°02′W/-54,000000 -38,033333), 356 m n.p.m., nazwany po Anthonym de la Roché, angielskim kupcu, który prawdopodobnie odkrył Georgię Południową w kwietniu 1675. Temperatura na wyspie waha się między -10 a 10 °C. Zimą wyspa cała pokryta jest śniegiem. Wysoko na Roche śnieg może zalegać i latem. Znaczna część wyspy poniżej 152 m n.p.m. (500 stóp) pokryta jest trawą Poa flabellata, między którą rośnie śmiałek antarktyczny (Deschampsia antarctica) i mchy. Z wyspy znanych jest tylko 12 gatunków okrytonasiennych, w tym Callitriche antarctica, kolobant antarktyczny (Antarctic pearlwort) i Ranunculus biternatus.
Na Bird Island znajduje się stacja badawcza Bird Island Research Station, użytkowana od 1957 do 1982 (z przerwami) i stale od 22 września 1982. Latem załoga stacji liczy 10 osób, zimą – 4. Ze względu na brak pomocy medycznej i przewodników pracownicy przechodzą kurs zaawansowanej pierwszej pomocy i nawigacji. Na wyspie gniazduje 27 spośród 31 gatunków ptaków stwierdzonych na Georgii Południowej. Są to m.in. albatros wędrowny (Diomedea exulans), albatros czarnobrewy (Thalassarche melanophris), albatros szarogłowy (T. chrysostoma), petrelec olbrzymi (Macronectes giganteus), pingwin złotoczuby (Eudyptes chrysolophus), pingwin białobrewy (Pygoscelis papua), świergotek antarktyczny (Anthus antarcticus). Żyją tu również kotiki antarktyczne (Arctocephalus gazella). W przeciwieństwie do Georgii Południowej, na Bird Island nie występują zawleczone szczury, co jest szczególnie korzystne dla gniazdujących w norach ptaków.